# Comitê Revolucionário Militar de Petrogrado
O Comitê Revolucionário Militar de Petrogrado (em russo: Петроградский военно-революционный комитет) foi um grupo militante do Soviete de Petrogrado e um dos vários comitês militares revolucionários que foram criados na República Russa. Inicialmente, o comitê foi criado em 25 de outubro de 1917, depois que o exército alemão conquistou a cidade de Riga e o arquipélago da Estônia Ocidental (veja Operação Albion). A resolução do comitê foi adotada pelo Soviete de Petrogrado em 29 de outubro de 1917.
De 29 de outubro a 11 de novembro de 1917 foi um órgão do Soviete de Petrogrado, mais tarde o Comitê Executivo Central de Toda a Rússia. De 8 de novembro de 1917 a 18 de dezembro de 1917, o comitê foi o mais alto órgão extraordinário do poder estatal. Começou a se reunir no Smolny em 31 de outubro [OS 18 de outubro] e sua primeira reunião oficial não foi realizada até 2 de novembro [OS 20 de outubro]. Todas as suas atividades foram conduzidas sob a supervisão do Comitê Central do POSDR(b) e Lenin, que era membro, pessoalmente. Entre seus numerosos outros membros estavam Leon Trotsky, Nikolai Podvoisky, Felix Dzerzhinsky, Yakov Sverdlov, Andrei Bubnov, Moisei Uritsky, Vladimir Antonov-Ovseenko, Joseph Stalin e Pavel Lazimir, que era seu presidente.